# Thomas D’Souza (Bischof, 1950)
Thomas D’Souza (* 26. August 1950 in Adyapady, Karnataka, Indien) ist Erzbischof von Kalkutta.

## Leben
Thomas D’Souza war früh in der Mission tätig und arbeitete ab 1966 im Bistum Darjeeling am Fuße des Himalaya in Westbengalen. Er empfing am 16. April 1977 die Priesterweihe. Nach dem Tode Bischof Eric Benjamins 1994 war er bis 1997 Diözesanadministrator des Bistums Darjeeling.
Papst Johannes Paul II. ernannte ihn am 14. Juni 1997 zum ersten Bischof des aus dem Bistum Darjeeling heraus neugegründeten Bistums Bagdogra. Die Bischofsweihe spendete ihm der Erzbischof von Kalkutta, Henry Sebastian D’Souza, am 25. Januar 1998; Mitkonsekratoren waren Telesphore Placidus Toppo, Erzbischof von Ranchi, und Stephen Lepcha, Bischof von Darjeeling. Er ist Mitglied der Bildungskommission der indischen Bischofskonferenz (Catholic Bishops’ Conference of India).
Am 12. März 2011 wurde D’Souza von Papst Benedikt XVI. dem Erzbischof von Kalkutta, Lucas Sirkar SDB, als Koadjutorerzbischof zur Seite gestellt. Mit Sirkars altersbedingten Rücktritt am 23. Februar 2012 folgte er ihm als Erzbischof von Kalkutta nach.
Während der mehr als dreijährigen Sedisvakanz verwaltete er vom 17. April 2019 bis zum 23. Juli 2022 zusätzlich das Bistum Krishnagar als Apostolischer Administrator.